# La Pulzella d'Orléans (poema)
La Pulzella d'Orléans (La Pucelle d'Orléans) è un poema satirico in ventuno canti di Voltaire (pseudonimo di François-Marie Arouet). L'opera, in Francia, fu pubblicata postuma solo nel 1899, mentre Voltaire aveva iniziato a scriverla nel 1730, senza mai completarla.
L'autore con questo poema eroicomico si scaglia contro il culto patriottico-religioso di Giovanna d'Arco. L'opera suscitò scandali e polemiche e fu presto censurata in Francia. La sua pubblicazione iniziò allora all'estero e in forma anonima. Un'edizione molto diffusa fu stampata a Ginevra nel 1777 e riporta anche una veemente prefazione nella quale l'autore si scaglia contro gli "ipocriti" e i "benpensanti" che avevano condannato l'opera. In tale prefazione, più che nei versi, si riconosce la mano e la graffiante retorica di Voltaire.

## Trama
Durante la Guerra dei cent'anni, re Carlo VII è impegnato ad amoreggiare con Agnès Sorel, dimenticando completamente la tragica situazione politica della patria, assediata dagli inglesi. In Paradiso, S. Denis (San Dionigi), sconvolto dagli orrori perpetrati dagli inglesi contro i francesi, e indignato dell'indifferenza di Carlo VII, vuole intervenire, si presenta a Dunois, La Hire, Richemont e Xatrailles, che si lamentano della sorte della Francia. S. Denis vuole trovare una valida guerriera che sappia guidare l'esercito francese ormai allo sbaraglio, una "pulzella". La ragazza lavora come cameriera in una povera osteria, sotto la cui gonna porta "tutto il destino dell'Inghilterra e della Francia". S. Denis sotto mentite spoglie, giunge in tempo, perché un frate francescano di nome Grisbourdon e un mulattiere hanno addormentato la Pulzella con un filtro per poterla violentare, essendo ancora vergine.
La Pulzella è Giovanna d'Arco, che dopo la chiamata di S. Denis, accetta di buon grado il suo compito: giunge sul campo sopra un asino volante, vola dal Delfino Carlo VII inseguita da fra Grisobourdon, che incede al cavallo del mulattiere, appena trasformato. Le parole di S. Denis, per bocca di Giovanna, riescono a risvegliare dalla sonnolenza re Carlo, che lascia Agnès. Il re però viole avere una prova che Giovanna sia realmente ispirata da Dio, e vuole "sondare" il suo apparato femminile, e successivamente le chiede il resoconto della sua notte d'amore con Agnès. Alla sua risposta, il re grida al miracolo, inginocchiandosi dinanzi a lei. Negli altri canti, Voltaire prende ispirazione dai poemi di Omero e Virgilio: ad esempio Agnès, gelosa di Giovanna, imbraccia le armi della Pulzella e si mescola nell'esercito per raggiungere Carlo, ma è messa a dura prova dai soldati, dal militare Chandos, derubato delle splendide armi, del cappellano, del paggio Monsorse, ma verrà salvata proprio da Giovanna.
L'latro protagonista della storia è Dunois, innamorato della Pulzella, da lei pudicamente ricambiato, il quale però è a conoscenza della "pudicità" di quel fiore che non può essere raccolto, senza conseguenze nefaste. Dunois è il campione dell'esercito di Carlo e combatte diverse battaglie, affronta le insidie del negromante Ermafrodito, donna di notte e uomo di giorno, quini si ritrova coinvolto nelle vicende dell'infelice Dorotea innamorata di La Trimouille e condannata al rogo per adulterio dallo zio arcivescovo. Ma Dunois la salva e la aiuta a ritrovare Timouille. Nel corso delle battaglie e dei momenti di riposo, anche Giovanna riceve ripetutamente apprezzamenti molto spinti dall'esercito francese, ma lei è ferma nel mantenere intatta la verginità. Anche Chandos attenta alla sua virtù, ma la Pulzella è salvata in extremis da S. Denis. L'ultima tentazione è data da fra Girsbourdon, che dagli Inferi vuole farla cadere nel peccato, chiedendo aiuto al demonio Belzebù. Il diavolo si impossessa dell'asino fidato di Giovanna, che le si propone in ginocchio. Giovanna però si accorge dell'inganno e lo manda via a scudisciate. Nell'ultimo canto, l'esercito inglese è sconfitto, Carlo entra trionfalmente ad Orleans, con la Pulzella, Dunois, il monaco Lourdis inviato da S. Denis in aiuto dei francesi. La Pulzella può sfilare in trionfo tra la folla che la osanna.

## Temi
L'opera è ispirata all'epica classica di Omero, Virgilio e Torquato Tasso, e mira non tanto a ironizzare sulla figura ormai sacra per i francesi di Giovanna d'Arco, quanto a mettere alla berlina la mollezza dei costumi della monarchia francese dei suoi tempi, spostandola però nel contesto del panorama medievali in cui visse la Pulzella. In Italia l'opera fu tradotta da Vincenzo Monti.

## Edizioni italiane
- trad. Vincenzo Monti
  - a cura di Ettore Toci, Livorno: Vigo, 1878
  - a cura di Giulio Natali, Genova: Formiggini, 1914
  - a cura di Riccardo Balsamo Crivelli, Milano, Sonzogno, 1920
  - a cura di Gennaro Barbarisi e Michele Mari, Milano: Feltrinelli, 1982
- trad. Ugo Bedeschi, Lavis: La Finestra Editrice, 2013